# Silicon Valley

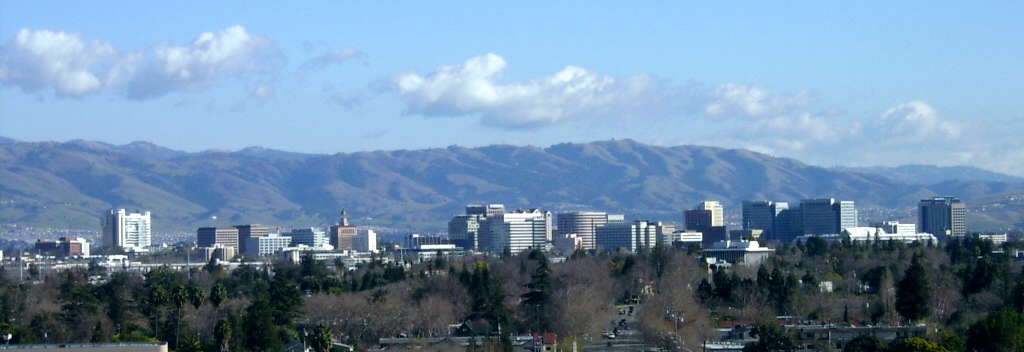
San José přezdívané „hlavní město Sillicon Valley“

Silicon Valley (česky Křemíkové údolí) je přezdívka nejjižnější části aglomerace San Francisco Bay Area v Severní Kalifornii ve Spojených státech amerických. Rozkládá se v údolí Santa Clara, které na severu hraničí se Sanfranciským zálivem. Název pochází z roku 1971, kdy v americkém časopise Electronic News začala vycházet týdenní rubrika „Silicon Valley USA“ od Dona Hoeflera o velké koncentraci společností zabývajících se křemíkovými mikročipy a počítači. Tyto společnosti postupně vytlačily ovocné sady, které daly této oblasti její původní jméno – Údolí potěchy srdce.

## Města
Samotné Silicon Valley se skládá z více měst. Za centrum je považováno San José s téměř dvěma miliony obyvatel.
- Alviso
- Atherton
- Belmont
- Burlingame
- Campbell
- Cupertino
- Foster City
- Fremont
- Hillsborough
- Los Altos
- Los Altos Hills
- Los Gatos
- Menlo Park
- Millbrae
- Milpitas
- Monte Sereno
- Morgan Hill
- Mountain View
- Newark
- Palo Alto
- Redwood City
- San Carlos
- San José
- San Mateo
- San Francisco
- Santa Clara
- Saratoga
- Sunnyvale
- Union City
- Woodside

## Historie
Sanfranciské pobřeží bylo dlouhou dobu využíváno americkým námořnictvem, které zde provádělo výzkumy. Mnoho firem zabývajících se vývojem technologií se usadilo v oblasti, aby pracovaly pro námořnictvo. Poté, co „mariňáci“ opustili tuto oblast, část jejich vybavení převzalo NASA a zaměřilo se na letecký výzkum. Většina firem v oblasti zůstala a přibývaly nové. Výměně myšlenek napomohla i výměna zaměstnanců, která zde byla snazší, protože v tomto státě nebyla možná konkurenční doložka.

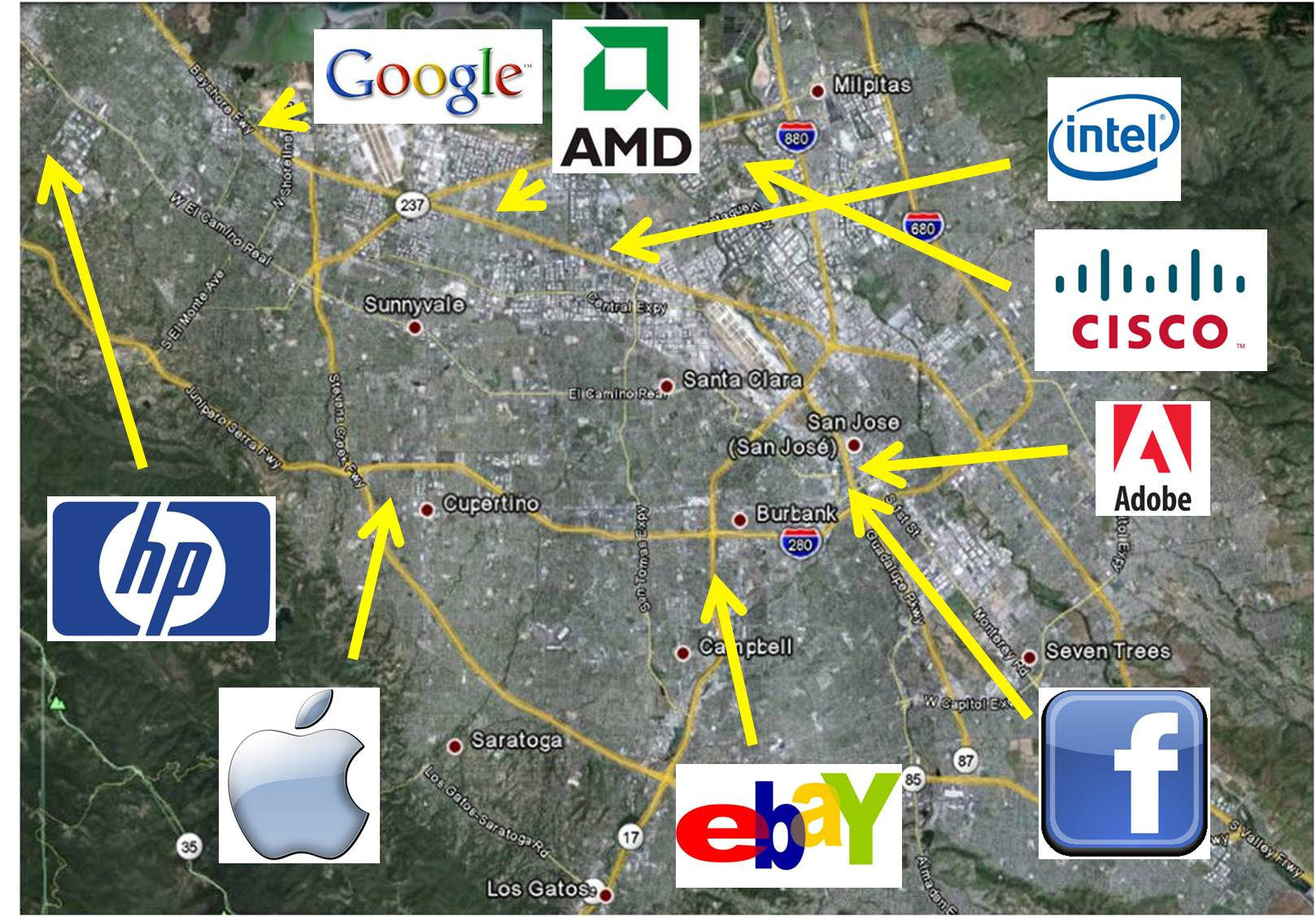
Mapa firem v Silicon Valley

Dnes je Silicon Valley světovým centrem počítačového a technologického průmyslu. Pozemky na nejlukrativnějších místech stojí tolik co na newyorském Manhattanu.

### Nejznámější firmy v oblasti
- Adobe Systems
- Advanced Micro Devices
- Apple
- Cisco Systems
- eBay
- Electronic Arts
- Facebook
- Google
- Hewlett-Packard
- Intel
- Logitech
- Maxtor
- nVidia
- Oracle Corporation
- Proxim
- Solyndra
- NortonLifeLock
- Tesla Motors
- Yahoo!
- Youtube
- Sony
- Twitter